# Le Petit Roi Macius, le film
Cet article concerne le film d'animation. Pour la série, voir Le Petit Roi Macius.
Pour plus de détails, voir Fiche technique et Distribution.
Le Petit Roi Macius, le film est un film d'animation franco-germano-polonais sorti en 2007, réalisé par Jesse Sandor et Lutz Stützner.

## Liminaire
Le film est une adaptation du roman pour la jeunesse Le Roi Mathias Ier de l'auteur polonais Janusz Korczak, publié en 1923.

## Synopsis
Macius devient roi à neuf ans à la suite de la mort de son père le roi Stéphane. Erasmus, son précepteur, et ses amis Anton, Félix, Hanna et Clou-Clou, l'aident à déjouer les pièges du Général, qui souhaite profiter de la situation pour s'emparer du pouvoir.

## Personnages
- Macius
- Erasmus
- Anton
- Félix
- Hanna
- Clou-Clou
- Général
- Passe-Partout

## Fiche technique
- Titre : Le Petit roi Macius, le film
- Réalisation : Jesse Sandor, Lutz Stützner
- Auteur Roman : Janusz Korczak
- Scénaristes : Hans-Werner Honert, Inès Keerl, Bernd Roeder-Mahlow
- Musique : François Elie Roulin
- Producteurs : Sebastian Debertin, Grzegorz Handzlik, Hans-Werner Honert, Roland Junker, Frauke Klinkers, Robert Réa, Tina Sicker, Dariusz Wieromiejczyk
- Sociétés de production : Saxonia Media Filmproduktion, Studio88, Orange Studio Reklamy, Kinderkanal, Home Made Movies, Hessischer Rundfunk,Disney Channel,Telewizja Polska.
- Pays d'origine :  Allemagne,  France,  Pologne
- Langue : français
- Durée : 83 minutes
- Dates de sortie :
  -  20 septembre 2007
  -  30 octobre 2008
  -  19 mai 2010
- Titres :
  -  Der kleine König Macius - Der Film
  -  Little King Macius

## Distribution

### Voix françaises
- Maia Baran
- Stéphane Flamand

### Voix allemandes
- Paul Falk : Macius
- Otto Sander : Erasmus
- Jamie Lee Blank : Hanna
- Till Kundrun : Anton
- Simon Illig : Felix
- Hans Teuscher : General
- Hans-Peter Korff : Dormesko
- Michael Bauer : Spion des Generals
- Peer Augustinski : Zeremonienmeister
- Friedrich Schoenfelder : König Friedewald
- Dieter Bellmann : König Stefan

## Distinctions
- 2008 : Prix du public du meilleur long métrage jeune public au 27e Festival du dessin animé et du film d’animation  de Bruxelles[1].